# تولوکا لیک (لس آنجلس)
تولوکا لیک (انگلیسی: Toluca Lake) نام محله‌ای در لس آنجلس است که در دره سن فرناندو و در فاصلهٔ ۱۹ کیلومتری شمال غربی داون‌تاون لس آنجلس و ۱٫۲۲ مایل مربع از جنوب شرقی دره سن فرناندو واقع شده است. تولوکا لیک همچنین نامی است که به یک دریاچه طبیعی خصوصی به وسعت ۶-جریب-فرنگی (۲٫۴-هکتار) در همان محله داده‌اند که توسط چاه‌های عمیق تغذیه می‌شود و توسط صاحبان املاک در آن منطقه حفظ و نگهداری می‌شود. قبل از سنگفرش کردن رودخانه لس آنجلس در سال ۱۹۳۸ و استخراج آب از چاه‌های عمیق در اواخر قرن ۱۹ و ۲۰ که سطح آب را پایین آورد، دریاچه تولوکا از چشمه‌های آب‌های زیرزمینی تغذیه می‌شد. کف این دریاچه را به ضخامت ۱۰۲ میلی‌متر بتن آسفالتی کرده‌اند تا آب نشت نکند. این دریاچه که توسط اقامتگاه‌های خصوصی و باشگاه گلف کنار دریاچه احاطه شده است، کاملاً غیرقابل دسترس و از دید عموم پنهان است.
محله دریاچه تولوکا در سرشماری سال ۲۰۰۰ دارای ۷٬۷۸۲ نفر جمعیت و در سال ۲۰۰۸ حدود ۸٬۵۶۳ نفر جمعیت بود. با جمعیتی در حدود ۶٬۳۹۳ نفر در هر مایل مربع، تراکم این محله یکی از کمترین‌ها در شهر لس آنجلس است. طبق گزارش لس آنجلس تایمز، درصد سفیدپوستان این محله، ۷۱٫۹ درصد بود که درصد بالایی برای شهرستان کالیفرنیا (در مقایسه با سایر محله‌ها) است. متوسط سطح درآمد خانوار ساکنان آن ۷۳٬۱۱۱ دلار در سال ۲۰۰۸ بود و ۴۸٫۴ درصد از ساکنان ۲۵ سال و بالاتر دارای مدرک دانشگاهی کارشناسی بودند که هر دو عدد برای شهر لس آنجلس آماری بالا محسوب می‌شود. میانگین اندازه خانوار نیز ۱٫۹ نفر بود که هم برای شهر و هم برای شهرستان، کم است. ۶۲٫۲ درصد از واحدهای مسکونی آن را اجاره‌نشینان و ۳۷٫۸ درصد را مالکان اشغال کرده‌اند. میانگین سنی ساکنان این محله ۳۷ سال بود که برای شهر لس آنجلس مسن و برای شهرستان لس آنجلس هم مسن محسوب می‌شود. تنها ۹٫۷ درصد از ساکنان توسط والدین مجرد سرپرستی می‌شد که برای شهر و شهرستان لس آنجلس رقم پایینی است.
ساکنان مشهوری در این محله زندگی کرده‌اند. ریچارد آرلن یکی از نخستین ساکنان این محله و شهردار افتخاری آن بود. کمدین نامدار باب هوپ و همچنین آودی مورفی و جاناتان وینترز مدتی طولانی در اینجا ساکن بودند. اریک ولفگانگ کورنگلد آهنگساز اسطوره‌ای فیلم، از سال ۱۹۳۸ تا ۱۹۵۷ درست در کنار دریاچه زندگی می‌کرد. بتی دیویس بازیگر مشهور خانه ای در آنجا ساخت. بینگ کرازبی خانه‌ای در این محله داشت که بعدها به مالکیت اندی گریفیت و جری ون دایک درآمد. دوروتی لامور، دبلیو. سی. فیلدز، بیلی داو، دیک پاول، فیل اورلی، مری آستور، روی اولیور دیزنی، آملیا ارهارت و فرانک سیناترا نیز در آنجا خانه داشتند. تولوکا لیک در سال‌های اخیر محل سکونت سلبریتی‌ها و سرگرمی‌سازانی چون هیلاری داف، جوزف کامپانلا، استیو کرل، مایلی سایرس، وایولا دیویس، کیرستن دانست، وین نایت، جو مانتگنا، اندی گارسیا، ریچارد دی زانوک، ری رومانو، ریک دیس، پاتریشا هیتون، رونالد برکل، کلی کلارکسون، ملیسا مک‌کارتی اکتاویا اسپنسر و پیتر باگدانوویچ بوده است. رونالد ریگان بازیگر سابق و چهلمین رئیس‌جمهور ایالات متحده آمریکا در ۴ مارس ۱۹۵۲ مراسم عروسی خود را با همسر دومش نانسی ریگان در خانهٔ دوست و ساقدوش خود ویلیام هولدن در کنار دریاچه تولوکا برگزار کرد.
اپیزود سوم فیلم داستان عامه‌پسند تحت عنوان داستان سوم: وضعیت بانی در تولوکا لیک ساخته شد. دریاچه این محله همان دریاچه‌ای است که در مجموعهٔ سایلنت هیل دیده می‌شود و نخستین بار در بازی ویئدویی سایلنت هیل دیده شد.

## آب‌وهوا
| داده‌های اقلیم تولوکا لیک، لس آنجلس | داده‌های اقلیم تولوکا لیک، لس آنجلس | داده‌های اقلیم تولوکا لیک، لس آنجلس | داده‌های اقلیم تولوکا لیک، لس آنجلس | داده‌های اقلیم تولوکا لیک، لس آنجلس | داده‌های اقلیم تولوکا لیک، لس آنجلس | داده‌های اقلیم تولوکا لیک، لس آنجلس | داده‌های اقلیم تولوکا لیک، لس آنجلس | داده‌های اقلیم تولوکا لیک، لس آنجلس | داده‌های اقلیم تولوکا لیک، لس آنجلس | داده‌های اقلیم تولوکا لیک، لس آنجلس | داده‌های اقلیم تولوکا لیک، لس آنجلس | داده‌های اقلیم تولوکا لیک، لس آنجلس | داده‌های اقلیم تولوکا لیک، لس آنجلس |
| ماه                                | ژانویه                             | فوریه                              | مارس                               | آوریل                              | مه                                 | ژوئن                               | ژوئیه                              | اوت                                | سپتامبر                            | اکتبر                              | نوامبر                             | دسامبر                             | سال                                |
| ---------------------------------- | ---------------------------------- | ---------------------------------- | ---------------------------------- | ---------------------------------- | ---------------------------------- | ---------------------------------- | ---------------------------------- | ---------------------------------- | ---------------------------------- | ---------------------------------- | ---------------------------------- | ---------------------------------- | ---------------------------------- |
| سابقهٔ بیش‌ترین °C (°F)              | ۹۱ (۳۳)                            | ۸۹ (۳۲)                            | ۱۰۰ (۳۸)                           | ۱۰۶ (۴۱)                           | ۱۰۴ (۴۰)                           | ۱۱۵ (۴۶)                           | ۱۱۴ (۴۶)                           | ۱۱۳ (۴۵)                           | ۱۱۲ (۴۴)                           | ۱۰۷ (۴۲)                           | ۹۶ (۳۶)                            | ۹۰ (۳۲)                            | ۱۱۵ (۴۶)                           |
| میانگین بیش‌ترین °C (°F)            | ۶۸ (۲۰)                            | ۷۰ (۲۱)                            | ۷۱ (۲۲)                            | ۷۵ (۲۴)                            | ۷۷ (۲۵)                            | ۸۳ (۲۸)                            | ۸۹ (۳۲)                            | ۹۰ (۳۲)                            | ۸۷ (۳۱)                            | ۸۲ (۲۸)                            | ۷۴ (۲۳)                            | ۶۸ (۲۰)                            | ۷۸ (۲۶)                            |
| میانگین کم‌ترین °C (°F)             | ۴۳ (۶)                             | ۴۵ (۷)                             | ۴۷ (۸)                             | ۵۰ (۱۰)                            | ۵۴ (۱۲)                            | ۵۸ (۱۴)                            | ۶۱ (۱۶)                            | ۶۲ (۱۷)                            | ۶۰ (۱۶)                            | ۵۴ (۱۲)                            | ۴۷ (۸)                             | ۴۳ (۶)                             | ۵۲ (۱۱)                            |
| سابقهٔ کم‌ترین °C (°F)               | ۲۰ (−۷)                            | ۲۶ (−۳)                            | ۲۳ (−۵)                            | ۳۰ (−۱)                            | ۳۵ (۲)                             | ۳۵ (۲)                             | ۴۵ (۷)                             | ۴۳ (۶)                             | ۴۲ (۶)                             | ۳۵ (۲)                             | ۲۹ (−۲)                            | ۲۴ (−۴)                            | ۲۰ (−۷)                            |
| بارندگی میلی‌متر (اینچ)             | ۳٫۶۱ (۹۰)                          | ۴٫۱۸ (۱۱۰)                         | ۳٫۶۴ (۹۰)                          | ۰٫۹۱ (۲۰)                          | ۰٫۳۳ (۱۰)                          | ۰٫۰۹ (۰)                           | ۰٫۰۲ (۰)                           | ۰٫۱۷ (۰)                           | ۰٫۲۹ (۱۰)                          | ۰٫۵۳ (۱۰)                          | ۱٫۱۸ (۳۰)                          | ۲٫۰۷ (۵۰)                          | ۱۷٫۰۲ (۴۳۰)                        |
| منبع:                              |                                    |                                    |                                    |                                    |                                    |                                    |                                    |                                    |                                    |                                    |                                    |                                    |                                    |